# Rok Marguč
Rok Marguč (ur. 25 maja 1986 w Celje) – słoweński snowboardzista, czterokrotny medalista mistrzostw świata.

## Kariera
Po raz pierwszy na arenie międzynarodowej pojawił się 8 grudnia 2002 roku w Cortina d’Ampezzo, gdzie w zawodach FIS Race zajął 74. miejsce w gigancie równoległym (PGS). W 2003 roku wystartował na mistrzostwach świata juniorów w Prato Nevoso, zajmując 28. miejsce w tej samej konkurencji. Jeszcze trzykrotnie startował w zawodach tego cyklu, najlepszy wynik odnosząc podczas mistrzostw świata juniorów w Zermatt w 2005 roku, gdzie zdobył srebrny medal.
W Pucharze Świata zadebiutował 3 lutego 2004 roku w Mariborze, gdzie zajął 52. miejsce. Na podium zawodów pucharowych po raz pierwszy stanął 16 lutego 2007 roku w Furano, kończąc rywalizację na trzeciej pozycji. W zawodach tych wyprzedzili go jedynie Kanadyjczyk Matthew Morison i Simon Schoch ze Szwajcarii. Najlepsze wyniki w osiągnął w sezonie 2015/2016, kiedy to zajął piąte miejsce w klasyfikacji generalnej PAR. Był też między innymi trzeci w klasyfikacji PGS w sezonie 2012/2013.
Największy sukces osiągnął w 2013 roku, kiedy zdobył złoty medal w slalomie równoległym podczas mistrzostw świata w Stoneham. W zawodach tych wyprzedził Justina Reitera z USA i Rolanda Fischnallera z Włoch. Na rozgrywanych dwa lata wcześniej mistrzostwach świata w La Molina był trzeci w tej samej konkurencji, a w gigancie zdobył srebrny medal. Ponadto na mistrzostwach świata w Kreischbergu w 2015 roku był trzeci w slalomie równoległym. W 2010 roku wystąpił na igrzyskach olimpijskich w Vancouver, gdzie zajął 23. miejsce w gigancie równoległym. Brał także udział w igrzyskach w Soczi, zajmując piąte miejsce w gigancie równoległym i dwunaste w slalomie równoległym.

## Osiągnięcia

### Igrzyska olimpijskie
| Miejsce | Dzień     | Rok  | Miejscowość | Konkurencja       | Zwycięzca          |
| ------- | --------- | ---- | ----------- | ----------------- | ------------------ |
| 23.     | 27 lutego | 2010 | Vancouver   | Gigant równoległy | Jasey-Jay Anderson |
| 5.      | 19 lutego | 2014 | Soczi       | Gigant Równoległy | Vic Wild           |
| 12.     | 22 lutego | 2014 | Soczi       | Slalom równoległy | Vic Wild           |
| 17.     | 24 lutego | 2018 | Pjongczang  | Gigant równoległy | Nevin Galmarini    |

### Mistrzostwa świata
| Miejsce | Dzień       | Rok  | Miejscowość   | Konkurencja       | Zwycięzca          |
| ------- | ----------- | ---- | ------------- | ----------------- | ------------------ |
| 12.     | 16 stycznia | 2007 | Arosa         | Gigant równoległy | Rok Flander        |
| 22.     | 17 stycznia | 2007 | Arosa         | Slalom równoległy | Simon Schoch       |
| 12.     | 21 stycznia | 2009 | Gangwon       | Slalom równoległy | Benjamin Karl      |
| 2.      | 19 stycznia | 2011 | La Molina     | Gigant równoległy | Benjamin Karl      |
| 3.      | 21 stycznia | 2011 | La Molina     | Slalom równoległy | Benjamin Karl      |
| 12.     | 25 stycznia | 2013 | Stoneham      | Gigant równoległy | Benjamin Karl      |
| 1.      | 27 stycznia | 2013 | Stoneham      | Slalom równoległy | -                  |
| 3.      | 22 stycznia | 2015 | Kreischberg   | Slalom równoległy | Roland Fischnaller |
| 11.     | 23 stycznia | 2015 | Kreischberg   | Gigant równoległy | Andriej Sobolew    |
| 16.     | 15 marca    | 2017 | Sierra Nevada | Slalom równoległy | Andreas Prommegger |
| 21.     | 16 marca    | 2017 | Sierra Nevada | Gigant równoległy | Andreas Prommegger |
| 25.     | 4 lutego    | 2019 | Park City     | Gigant równoległy | Dmitrij Łoginow    |
| 40.     | 1 marca     | 2021 | Rogla         | Gigant równoległy | Dmitrij Łoginow    |
| 28.     | 2 marca     | 2021 | Rogla         | Slalom równoległy | Benjamin Karl      |

### Puchar Świata

#### Miejsca w klasyfikacji generalnej
- sezon 2005/2006: 267.
- sezon 2006/2007: 14.
- sezon 2007/2008: 40.
- sezon 2008/2009: 98.
- sezon 2009/2010: 14.
- sezon 2010/2011: 10.
- sezon 2011/2012: 18.
- sezon 2012/2013: 6.
- sezon 2013/2014: 8.
- sezon 2014/2015: 9.
- sezon 2015/2016: 5.
- sezon 2016/2017: 20.
- sezon 2017/2018: 9.

#### Miejsca na podium
1. Furano – 16 lutego 2007 (slalom  równoległy) – 3. miejsce
2. Bad Gastein – 9 stycznia 2008 (gigant równoległy) – 3. miejsce
3. Moskwa – 5 marca 2011 (slalom równoległy) – 2. miejsce
4. Arosa – 10 marca 2013 (gigant równoległy) – 1. miejsce
5. Moskwa – 30 stycznia 2016 (slalom równoległy) – 3. miejsce
6. Kayseri – 27 lutego 2016 (gigant równoległy) – 2. miejsce
7. Winterberg – 6 marca 2016 (slalom równoległy) – 3. miejsce
8. Lackenhof – 5 stycznia 2017 (gigant równoległy) – 2. miejsce
9. Winterberg – 17 marca 2018 (slalom równoległy) – 3. miejsce
10. Rogla – 19 stycznia 2019 (gigant równoległy) – 3. miejsce